# Abelardo Luz
Abelardo Luz är en kommun i Brasilien.   Den ligger i delstaten Santa Catarina, i den södra delen av landet, 1 300 km söder om huvudstaden Brasília. Antalet invånare är 17 100.
Omgivningarna runt Abelardo Luz är en mosaik av jordbruksmark och naturlig växtlighet. Runt Abelardo Luz är det glesbefolkat, med 19 invånare per kvadratkilometer.